# Hermann Bühler (Bibliothekar)
Hermann Bühler (* 9. November 1900 in Bad Aibling; † 27. Juni 1963 in München) war ein deutscher Bibliothekar und Funktionär des Deutschen Alpenvereins (DAV).

## Leben
Nach Schulbesuch und Studium der Nationalökonomie promovierte Hermann Bühler zum Dr. oec. publ. Er wurde Mitglied des Deutschen und Österreichischen Alpenvereins (DuOeAV) und übernahm im Jahre 1930 von Aloys Dreyer die Leitung der Bücherei des DuOeAV in München. Auch nach der Umbenennung des DuOeAV in DAV 1938 leitete er die Bibliothek bis in den Zweiten Weltkrieg. In dieser Zeit entwickelte sich die Bibliothek des Alpenvereins zur größten Spezialbibliothek zum Alpinismus weltweit. Anfang Oktober 1943 wurde diese Bibliothek größtenteils zerstört. Zu diesem Zeitpunkt war er gleichzeitig auch Leiter des Alpinen Museums des DAV. In dieser Funktion hatte er 1941 den Führer durch das Alpine Museum in München herausgegeben.
Bühler kümmerte sich um die Bergung der Restbestände der DAV-Bibliothek, die er von München nach Kufstein in Tirol brachte, um sie in der Kaisertalhütte, die der DAV 1940 dem Reichsverband Deutscher Jugendherbergen abgekauft hatte, zu sammeln und den Neuaufbau dieser Bibliothek vorzunehmen.
Von 1946 bis 1948 war Hermann Bühler Geschäftsführer der Landesarbeitsgemeinschaft Bayern e. V.

## Schriften (Auswahl)
- Alpine Bibliographie. München 1932–1942.
- Die Alpenvereinsbücherei München. Sinn und Wesen, Aufgaben und Ziele. Bruckmann Verlag München, 1934.
- Geschichte der touristischen Erschließung des Tödimassivs und der Clariden- und Bifertenstockkette (= Glarner Beiträge zur Geschichte, Rechtswissenschaft, Sozialpolitik und Wirtschaftskunde, Heft 26). Verlag Rud. Tschudy Glarus, 1937.
- Führer durch das Alpine Museum in München. Im Auftrage des Deutschen Alpenvereins und des Vereins der Freunde des Alpinen Museums. Bergverlag Rother, München 1941, Permalink DNB, OBV.
- Helmuth Zebhauser (Hrsg.), Maike Trentin-Meyer (Hrsg.): Zwischen Idylle und Tummelplatz. Katalog für das Alpine Museum des Deutschen Alpenvereins in München. (Aspekte der Alpinismusgeschichte). Bergverlag Rother, München 1996, ISBN 3-7633-8100-7.
- Lichtbilder-Verzeichnis des Deutschen Alpenvereins mit 2 Übersichtskarte der örtlichen Gebiete, 3. Nachtrag, Deutscher Alpenverein [München], 1941.